# Заречное (Новосибирская область)
Заре́чное — село в Тогучинском районе Новосибирской области. Административный центр Заречного сельсовета.

## География
Площадь села — 68 гектаров.

## История
Село Чертёнково основано в 1797 году русскими крестьянами — переселенцами из Калужской и Черниговской губерний. Указом Президиума Верховного Совета РСФСР от 5 июня 1963 года село переименовано в Заречное.

## Население
| 2002 | 2007 | 2010 |
| ---- | ---- | ---- |
| 488  | ↗515 | ↘452 |

## Инфраструктура
На селе по данным на 2007 год функционируют 1 учреждение здравоохранения и 2 учреждения образования.